# Dominik Hašek
Dominik Hašek, rodným příjmením Kaštánek (* 29. ledna 1965 Pardubice), známý také pod přezdívkou Dominátor, je bývalý český hokejový brankář. Jeho polorodým bratrem je bývalý fotbalista Martin Hašek (mají společnou matku). V roce 2012 jej časopis The Hockey News vyhlásil nejlepším evropským hokejistou v historii NHL. U příležitosti 100. výročí NHL byl v lednu 2017 vybrán jako jeden ze sta nejlepších hráčů historie ligy.
Hokej začal hrát v šesti letech v rodných Pardubicích, v šestnácti si za tým Tesla Pardubice poprvé zachytal v nejvyšší československé lize. V sezóně 1982/1983 se Hašek v pardubickém týmu propracoval na pozici brankářské jedničky a ve svých osmnácti letech se stal nejmladším reprezentačním brankářem v historii Československa. V draftu NHL roku 1983 byl vybrán na celkově 199. pozici týmem Chicago Blackhawks.
V letech 1987 a 1989 se stal s Pardubicemi mistrem republiky. Sezónu 1989/1990 odehrál kvůli vojenské službě v týmu HC Dukla Jihlava. V následující sezóně poprvé nastoupil v zámořské International Hockey League za tým Indianapolis Ice a v National Hockey League za tým Chicago Blackhawks. Po dvou letech byl vyměněn do týmu Buffalo Sabres, ve kterém se postupně stal jedničkou a kde strávil celých 9 sezón. V roce 1998 se s českým reprezentačním výběrem stal olympijským vítězem. Sezónu 2001/2002 odehrál v týmu Detroit Red Wings a poprvé vyhrál Stanley Cup. Po následující roční pauze se vrátil do NHL a odehrál další sezónu za Detroit. Po roce pak přestoupil do týmu Ottawa Senators, odehrál v něm jednu sezónu a poté se vrátil do Detroitu. Za Red Wings tentokrát odehrál dvě sezóny a v sezóně 2007/2008 s nimi vyhrál druhý Stanley Cup. Následovala další roční pauza a po ní roční působení v české extralize, završené ziskem mistrovského titulu s týmem HC Pardubice. Svoji poslední sezónu 2010/2011 odehrál v Kontinentální hokejové lize za tým HK Spartak Moskva.
Hašek je šestinásobným držitelem Vezina Trophy, dvojnásobným vítězem ceny pro nejužitečnějšího hráče NHL – Hart Memorial Trophy (1996/1997, 1997/1998), dvakrát vyhrál také Ted Lindsay Award (1997, 1998), třikrát pak William M. Jennings Trophy (1994, 2001, 2008). V Česku byl vyhlášen pětkrát vítězem ankety Zlaté hokejky (1987, 1989, 1990, 1997, 1998), v roce 1998 vítězem ankety Hokejista století a v letech 1994 a 1998 vítězem ankety Sportovec roku.
V roce 2008 byl uveden do Síně slávy českého hokeje. Dne 1. prosince 2013 byl v pardubické aréně vyvěšen Haškův dres s číslem 9. V roce 2014 byl uveden do Hokejové síně slávy v Torontu. Dne 13. ledna 2015 Buffalo Sabres slavnostně vyřadilo jeho číslo 39 a jeho banner od tohoto dne visí u stropu haly KeyBank Center v Buffalu. Téhož roku byl uveden do Síně slávy IIHF.

## Dětství
Dominik se narodil Aloisi a Marii Kaštánkovým. Po dvou letech se rodiče rozvedli, Marie se provdala podruhé za Jana Haška, avšak Dominikovi do jeho deseti let, kdy jeho biologický otec souhlasil s přejmenováním, zůstalo příjmení Kaštánek. Právě jeho nevlastní otec jej poprvé v pěti letech vzal na zamrzlé jezero za řekou. Od té doby si doma hrál na brankáře, kde mu byly dveře brankou a děda útočníkem střílející tenisový míč. V této době začal chodit v doprovodu dědy na zimní stadión tehdejší Tesly Pardubice, kde se mu stali vzorem brankáři jako Miroslav Lacký či Jiří Crha. V šesti letech jej rodiče přihlásili do pardubické přípravky, kde se poprvé setkal s „profesionálním“ hokejem. Na konci sedmdesátých let jsou pardubičtí mladší žáci v brance s Dominikem k neporažení. Tento výběr vydrží pohromadě až do dorostu, kde roku 1977 vyhraje československý přebor. O rok později byl třináctiletý Dominik vybrán do reprezentačního týmu „šestnáctiletých“. V prosinci odehrál první zápas v této reprezentaci – přátelské utkání v Táboře, a v lednu následujícího roku se účastní turnaje v sovětském Toljatti, odkud si odváží trofej pro nejlepšího gólmana. Později získává zkušenosti i s výběrem „sedmnáctiletých“ a „osmnáctiletých“. 
V prosinci roku 1981 se v seniorském týmu Pardubic zranila brankářská jednička Jaroslav Radvanovský, do zápasů musel nastoupit druhý brankář Milan Kečkeš. A tak byl Zdeňkem Uhrem povolán šestnáctiletý Dominik Hašek, aby se posadil na lavici střídačky. Svoji šanci dostal ihned v prvním zápase, který hrála Tesla v Praze se Spartou. Poté, co po dvou třetinách hosté prohrávali 1:3 je Dominik poslán mezi tyče. Tehdy jako šestnáctiletý ve své ligové premiéře nezabránil dalším dvěma gólům, a tak se Pardubice z hlavního města vracely s prohrou 2:5. Dalším zápasem, ve kterém Dominik dostal šanci, bylo střetnutí v Gottwaldově. I přesto, že nastoupení tak mladého hráče v důležité pozici by pro Pardubice mohlo znamenat velké potíže, vše se vyplatilo a Tesla tentokrát slavila vítězství 5:1. Po vánoční přestávce se vrátil z marodky Radvanovský, takže Hašek plnil spíše funkci třetího brankáře, avšak i přesto celkově nastoupil ve dvanácti zápasech s průměrem obdržených branek na zápas 3,09.

## Nejvyšší liga

### Úspěšné začátky
V sezóně 1982/1983 se stává z Haška brankářská dvojka za Radvanovským. Milan Kečkeš byl uvolněn do Bratislavy. Postupem času se Hašek propracovává na pozici brankářské jedničky. Od šestnáctého kola vyhrály Pardubice díky Haškovi jedenáct zápasů v řadě a umístily se v čele tabulky. V té době se stal jeho nejlepším přítelem František Musil, se kterým se v týmu setkává již od dorostu. V roce 1983 dostává Hašek první pozvánku na seniorské mezistátní utkání. První vystoupení za národní tým si odbyl 15. února 1983 v přátelském utkání se Švédskem v Göteborgu. V době této premiéry mu bylo osmnáct let, díky čemuž se stal nejmladším brankářem v historii reprezentace. Tento zápas však prohraje 2:3, i přesto obdrží cenu pro nejlepšího hráče zápasu. V dalších zápasech, kde byl také nasazen, již oslavoval výhry, jako například opětovný střet se Švédskem 11:2, Kanadou 4:1 a Finskem 9:6. Po těchto zkušenostech byl nominován na svůj první světový šampionát v Německu. Jak bylo v plánu, Hašek plní funkci druhého brankáře po Jiřím Králíkovi. V celém šampionátu odehrál dva zápasy: se sovětskou sbornou, kde si odnesl pětibrankové manko a ve druhém zápase s italským výběrem si naopak připsal první shutout. V ostatních zápasech již nastupoval Králík. I přesto tento šampionát znamenal pro Dominika velkou zkušenost a stříbrnou medaili. V nové nastávající sezóně nastupuje Hašek již jako jednička Tesly. 
Při draftu 8. června 1983 byl Dominik Hašek vybrán v 11. kole na celkově 199. místě týmem Chicago Blackhawks. Poté, co se zranil Králík, byl Hašek Bukačem vybrán na prosincovou Cenu Izvestijí a později i na lednovou předolympijskou přípravu. Přestože měl Hašek sen se dostat na olympijské hry, překazil mu je zotavený Králík. To jej rozladilo a po zbytek sezóny musel třikrát nastoupit jen jako náhradník.
Roku 1984 obdržel Hašek pozvánku na Kanadský pohár. Avšak pro československý tým znamenaly 4 utkání prohru, jen s Německem remíza. Československo končí celkově na šestém, posledním, místě. Po návratu z Kanady na Haška čeká nový trenér – Karel Franěk, bývalý asistent Bukače. I přesto, že Pardubice končí celkově na čtvrtém místě, Dominik měl tuto sezónu nejhorší průměr branek na zápas v československé lize – 3,25. I přes velkou snahu dostat se na mistrovský šampionát konající se v Praze měli zkušení gólmani Jiří Králík a Jaromír Šindel přednost před mladíkem z Pardubic.
V roce 1984 odmaturoval na pardubickém gymnáziu a následně začal studovat dějepis a pedagogiku na Pedagogické fakultě v Hradci Králové. Vysokou školu úspěšně dokončil v létě 1989, do jeho diplomové práce Psychologická osobnost brankáře přispěli různí hokejoví brankáři (Peter Lindmark, Karl Friesen, Jiří Králík, Jiří Holeček).
V prosinci 1985 byl opět vybrán do reprezentačního týmu pro Cenu Izvestijí v Moskvě, odkud si odvezl hlavní cenu. O čtyři měsíce později se vrací zpět do Moskvy, tentokrát na mistrovství světa, kde se však československému týmu vůbec nevedlo. Jen jedna výhra a jedna remíza stačily k celkovému pátému místu. Pardubice směřující k titulu mistrů však vypadly v semifinále playoff s Košicemi. On sám byl alespoň vyhlášen nejlepším brankářem ligy.

### První mistrovský titul

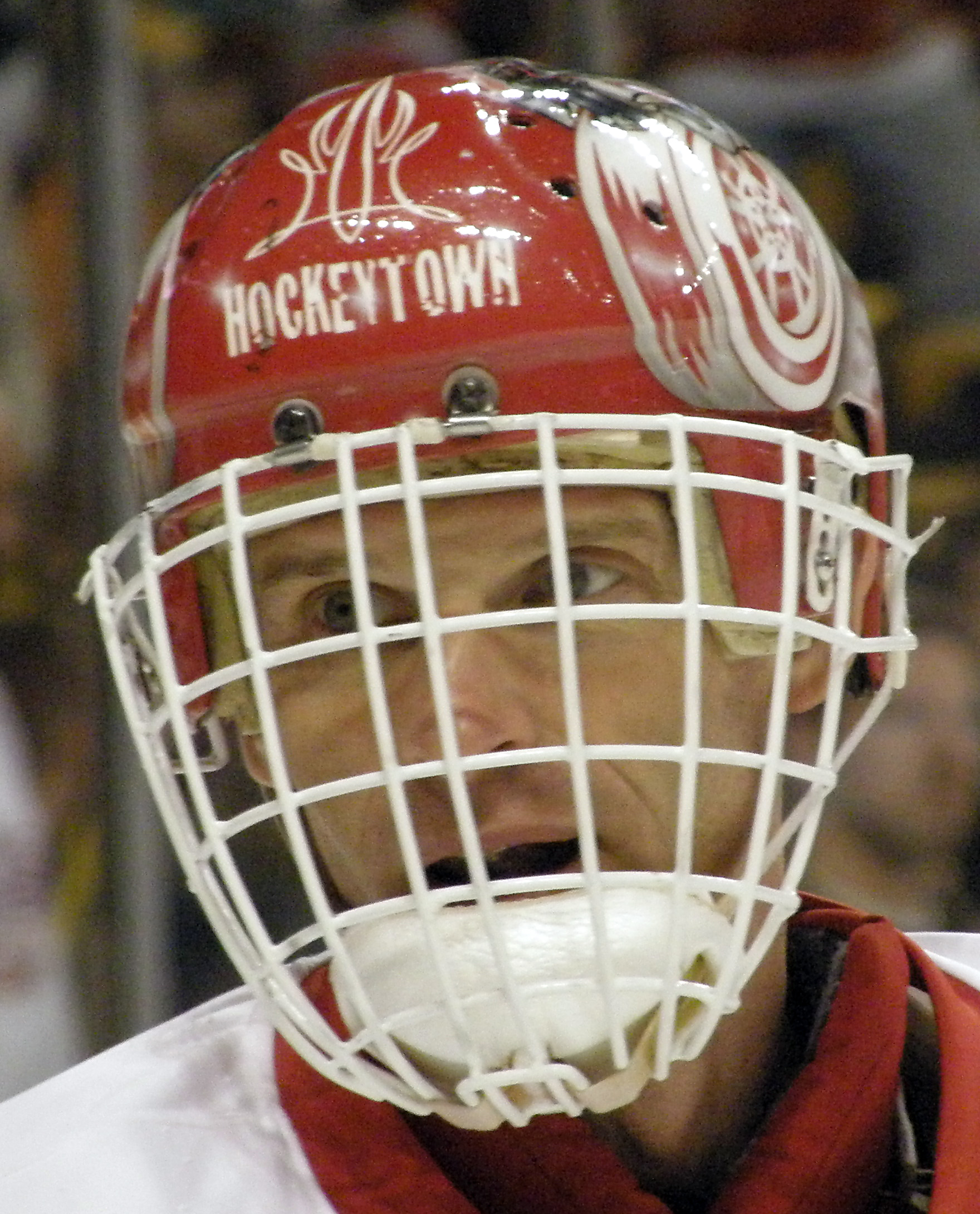
Pro Haška typická drátěná maska

Pro Pardubice byla tato sezóna mistrovská. V domácích zápasech ztratili hokejisté Tesly pouhé tři body. V zápasech odehrávajících se na cizí půdě byli o to horší. I přesto Pardubice zakončily vítězně základní část s pětibodovým náskokem nad Spartou. Čtvrtfinále nastoupili pardubičtí proti Gottwaldovu, který byl vyřazen po dvou zápasech. Semifinále, kde se střetli se slovenskými Košicemi, dopadlo stejně jako čtvrtfinále. O mistrovský titul se nakonec střetli Pardubice a HC Dukla Jihlava. V prvním zápase excelovali pardubičtí hráči, kteří zvítězili 6:1. Stejný výsledek, avšak v opačném gardu, přinesl i druhý zápas, zde byl po pátém gólu vystřídán náhradníkem Michalem Kopačkou. Třetí zápas znamenal pro Pardubice těsné vítězství a pro Dominika Haška přímo čisté konto 1:0. Aby střídání výsledků bylo celkové, Pardubice ve čtvrtém finálovém zápase prohrály 2:3. A proto se muselo rozhodnout v pátém posledním zápase v Pardubicích. Přestože ze začátku pardubičtí hráči vyhrávali, po první třetině odešli do kabin s jednogólovou ztrátou. Na počátku druhé třetiny zápasu pardubičtí srovnali a do konce celého zápasu se skóre již nezměnilo, proto bylo sehráno prodloužení, které skončilo po jedenácti minutách, kdy jeden z pardubických trestal chyby jihlavské obrany. Ve svých dvaadvaceti letech si připsal svůj první mistrovský titul. Následně byl opět vyhlášen nejlepším brankářem ligy.
Krátce po ligovém triumfu se přemístil do sousedního Rakouska, kde se zúčastnil mistrovství světa. S výhrou nad Finy, remízou s Kanaďany a prohrou se Sověty si zajistili postup mezi finálovou čtyřku. První zápas se Švédy skončil remízou 3:3. Následný zápas se sovětskou sbornou znamenal pro naše hokejisty mnoho. Výhra by znamenala vítězství v celém šampionátu, remíza či prohra by nás posunula na stříbrné, či bronzové umístění. Antonín Stavjaňa otevřel skóre zápasu. Do 53. minuty se skóre nezměnilo, poté však nestačil na střelu Vladimíra Krutova a později ani na Igora Stělnova. Tato prohra československý výběr odsoudila na konečné bronzové místo. Přesto byl Dominik Hašek vyhlášen nejlepším brankářem turnaje a byl zařazen do All-Star turnaje. V průběhu turnaje jej kontaktovali zástupci draftujícího Chicaga, kteří mu nabídli smlouvu, kterou však odmítl. Tento rok byl v Československu vyhlášen vítězem Zlaté hokejky, poté, co obdržel 970 hlasů, což znamenalo o 208 hlasů více než druhý v pořadí Jiří Hrdina.
Pro rok 1987 byl na srpen naplánován Kanadský pohár. Hašek byl také do reprezentace pozván. V prvním zápase turnaje se československý výběr střetl s Kanadou, avšak zápas po velkém boji zápas skončil remízou 4:4. O tři dny později nastoupili českoslovenští hokejisté proti Sovětům, kteří zápas proměnili spíše v exhibici, po prohře 0:4 Čechoslováky čekal stejný výsledek i se Švédy. Následující zápasy s Finy, 5:2, a Američany, 3:1, zachránil český výběr před ukončením šampionátu bez postupu. Češi postoupili ze čtvrtého místa a v semifinále se střetli s Kanadou. V první třetině vedli hosté 2:0, avšak asi v polovině zápasu jej překonal Dale Hawerchuk a po několika sekundách dvěma brankami Mario Lemieux. Třetí třetina skončila šťastněji pro kanadské hráče. V průběhu třetí třetiny ještě inkasoval jeden gól, pět minut před koncem zápasu snížil David Volek na 3:4, avšak v závěru utkání trefou do prázdné brány Kanaďan Brian Propp potvrdil výhru 3:5. Poté, co Kanadský pohár skončil, se rozjela nová sezóna československé ligy. Pardubice potvrdily pověst mistra republiky. V druhé polovině října byla naplánována přátelská utkání s Sovětským svazem. Při druhém zápase, hraném v Gottwaldově, mj. šlo o tisící zápas československé reprezentace, se poprvé ve své kariéře zranil – natrhnutý břišní sval. Pro něj to znamenalo jedno – stop do povánočních dob, kdy Pardubice bojovaly o Spenglerův pohár v Davosu. Přestože Pardubice na tomto turnaji skončily poslední, on sám byl vyhlášen nejlepším brankářem turnaje.
V novém roce se zúčastnil přípravy na olympijské hry v Calgary. V prvním zápase olympijského turnaje proti NSR nastoupila brankářská dvojka Jaromír Šindel. V následujícím zápase proti Spojeným státům nastoupil již on sám. Tento zápas patřil mezi jeho nejhorší v jeho reprezentační kariéře: během tří minut třikrát inkasoval a v sedmé minutě by vystřídán Jaromírem Šindelem. Další šanci dostal až v zápase se Sověty. Šindel poté, co inkasoval čtyři branky, byl vystřídán. On sám inkasoval ještě dvakrát a československý výběr prohrál 1:6. I přesto se tým udržel na poslední postupové pozici. Avšak první zápas se pro československý tým nevyvíjel dobře. Švédský výběr nad Čechoslováky zvítězil 2:6. O dva dny později se střetli s Finskem, kde zvítězili 5:2, jednalo se o jedinou výhru v bojích o medaile. Třetí a poslední zápas s Kanadou o den později skončil pro něj šesti brankami. Poté, co se vrátil zpět do Pardubic, muselo být všechno zapomenuto. Tesla skončila v základní části na šestém místě a ve čtvrtfinále se střetla s pražskou Spartou. V brance Sparty se objevil jeho reprezentační kolega Jaromír Šindel. Sparta byla ve třech zápasech úspěšnější, a tak se radovala z postupu. Za výkony v základní lize obdržel již potřetí v řadě cenu pro nejlepšího brankáře ligy.
Na novou sezónu se v pardubické Tesle vystřídali trenéři. Novým trenérem se stal bývalý asistent Vladimír Martinec. Pod jeho vedením tým neprohrál devatenáct zápasů v řadě. Na domácím kluzišti je dokázali porazit pouze Sparta a Litvínov. Na konci sezóny byli v čele tabulky s náskokem deseti bodů nad druhým Trenčínem. V celkovém hodnocení měli taktéž nejlepší republikové statistiky ve střelených a obdržených brankách: 158:95. Tesla se také objevila na mezinárodním turnaji Pohárů mistrů evropských zemí. Zde sehrála 3 zápasy: první utkání se švédským Björklövenem dopadlo patem 2:2, po následném zápase s finským týmem Tappara českoslovenští hráči slavili výhru 5:2. Poslední utkání turnaje sehráli pardubičtí se sovětskou CSKA Moskva. Hašek v tomto zápase odchytal 61 střel, nedosáhl jen na střely Vladimira Krutova a Igora Larionova. Pardubice prohrály těsně 1:2. Po návratu do republiky započalo playoff, kde ve čtvrtfinále Tesla deklasovala třemi zápasy Litvínov. Po snadném postupu do semifinále narazila na Spartu, která podlehla 3:1. Ve finále narazili pardubičtí na slovenský Trenčín. Čtyři zápasy stačili k tomu, aby Tesla vyhrála na zápasy 3:1. Dominik Hašek byl nominován na nastávající mistrovství světa, které se konalo ve Švédsku. Se začátkem turnaje přišla smolná remíza se SRN 3:3. Následovali tři výhry nad výběry z Finska, Polska a Spojených států. Až střet se Sověty, který porazili Čechoslováky 2:4. Následovala remíza se Švédy a prohra s Kanadou. V druhém střetnutí s sovětskou sbornou padla jediná branka v neprospěch Čechoslováků. V předposledním zápase padli Švédové 2:1 a v rozhodujícím třetím zápase s Kanadou hráči z centrální Evropy podlehli 3:4. A tak si nakonec přivezli domů „jen“ bronzové medaile. V rámci mistrovství Evropy se Československo umístilo na druhém, stříbrném, místě.
V červenci složil státní závěrečné zkoušky na Pedagogické fakultě v Hradci Králové. Diplomovou práci napsal na téma „Psychologická osobnost brankáře“. K psaní používal dotazníky, která nechával vyplňovat brankářům jako například Švédovi Peteru Lindmarkovi, Němci Karlu Friesenovi, nebo Jiřímu Králíkovi a Jirkovi Holečkovi. Týden po složení zkoušek jej čekal další velký krok v osobním životě – svatba s přítelkyní Alenou. Následně se odstěhovali k jejím rodičům, kde bydleli až do odchodu do zámoří.
Na podzim roku 1989 dostal povolávací rozkaz na vojenskou základní službu. Pro své působiště si vybral Jihlavu, kde začal nastupovat za tamní tým. I v Dukle se z něj stala brankářská jednička, záda mu kryje Oldřich Svoboda. S Dominikem v bráně Jihlava neprohrála jednadvacet zápasů v řadě. Vše se zkomplikovalo v období těsně před koncem základní části. V té době se Jihlava měla střetnou s Pardubicemi. Hašek a dalších několik kmenových „Pardubičáků“ požádali trenéra Josefa Augustu, aby nemuseli nastoupit proti svému týmu, který se potácel na hraně sestupových příček. Trenér z počátku souhlasil, avšak později svůj názor změnil. Dominik do zápasu nastoupit musel, avšak po prvním kontaktu s pukem odjel na střídačku se „zraněním“. Trenér Josef Augusta však jej nenechal beze slova odejít, Hašek reagoval tím, že svůj dres vyhodil do nejbližšího odpadkového koše. Trenéři naštvaného gólmana okamžitě vyhodili z kabin a poslali jej do kasáren v Liberci, taktéž se přičinili k tomu, aby od svazu obdržel osmizápasový distanc. Jihlava dokončila základní část a ve čtvrtfinále se střetla s Litvínovem. Po dvou zápasech bylo vyrovnáno na zápasy 1:1. Jeho trest mu vypršel, avšak stěžoval si na zranění třísel, i přesto do zápasu nastoupil, avšak v první třetině pustil tři góly a hokejisté Jihlavy ve svých bojích o mistrovský titul skončili.
Poté, co se vrátil z vojenské služby, se mohl radovat z narození prvního dítěte, syna Michala, přišla pozvánka na reprezentační utkání v rámci mistrovství světa ve švýcarském Bernu. V základní části Češi oslavovali vítězství proti Norsku a SRN avšak s Kanadou, Sovětským svazem a Švédskem prohráli. V prvním zápase o medaile s Kanadou si však poranil koleno a následující zápas musel odehrát Petr Bříza. V posledním rozhodujícím zápase opět nastoupil, avšak tentokrát byli úspěšnější Sověti, kteří vyhráli 0:5. A tak v konečném pořadí se Česká a Slovenská Federativní Republika umístila na třetím místě. On sám byl zařazen do All-Stars. V republice vyhrál již potřetí v řadě Zlatou hokejku.

## Zámoří

### Chicago Blackhawks (1990–1992)
Po Sametové revoluci nastaly velké změny, jedna z nich byla také otevření hranic na Západ. V roce 1990 mu scouti z Chicaga nabídli již několikátou smlouvu, tentokrát ji podepsal beze strachu, že by musel emigrovat. V Edmontonu se sešel s generálním manažerem Černých jestřábů Bobem Pulfordem za přítomnosti svého agenta Richa Wintera. Z jednání vzešla dvojcestná smlouva – pakliže se prosadí u Černých jestřábů, stal by se z něj šestý nejlépe placený brankář v NHL, plat 200 000 dolarů, jestliže by zůstal na farmě v Indianapolisu, jeho plat by dosáhl k 60 tisícům dolarů. V prvním týmu se střídali brankáři Jacques Cloutier, Greg Mille, Jimmy Waite a Ed Belfour. Hlavní trenéři se rozhodli pro Belfoura, který měl více zkušeností a vyšla mu lépe příprava. Musel tedy odcestovat do Indianapolisu. Zde se s ním spíše počítalo jako náhradníkem Waita. Přesto však dostal šanci hned v druhém zápase a zápas mu vyšel – zápas odehrál bez obdržené branky. Nakonec se je rozhodl kouč Indianapolis Dave McDowall pravidelně střídat. Jelikož se na farmě ukázal v dobrém světle, 6. listopadu 1990 dostal šanci i v NHL. Prvním soupeřem se stal Hartford Whalers. Zápas po základní hrací době skončil nerozhodně 1:1. I přesto však v této sezóně většinu zápasů nastoupil v IHL, v NHL poté nastoupil již jen čtyřikrát. Lepší statistiky zaznamenal v zápasech za Indianapolis – v 33 zápasech vychytal 5 shutoutů s průměrem 2,52 gólu na zápas, čím se stal nejlepším brankářem IHL. Poté, co Chicago vstoupilo do bojů o Stanley Cup, v prvním kole nastoupil proti Minnesotě. V těchto bojích třikrát nastoupil do zápasů, kde vždy střídal Belfoura.
Nová sezóna započala novým ročníkem Kanadského poháru, kam byl on sám nominován. Československý výběr začal turnaj vítězstvím nad Sovětským svazem 5:2, avšak další zápasy se již nezdařily, nejdřív přišla první smolná prohra s Finskem, kdy padl jediný gól několik sekund před koncem do jím střežené brány. Další pak s Američany 2:4, Kanadou 2:4 a poslední zápas se Švédy 2:5. Sezóna za mořem se pro Dominika začala víc vyjasňovat. V týmu již zůstal jen Belfour, který se dlouho nemohl domluvit na nové smlouvě, Hašek a Waite. V této sezóně nastoupil za Chicago na 20 zápasů, proti Torontu vychytal dokonce svoje první čisté konto v NHL. Stejný počet zápasů odehrál za Indianapolis. Průměr gólů na zápas se zastavil na čísle 2,60. Poté, co Blackhawks postoupili do playoff, nastoupil do tří zápasů. Poslední dokonce ve finále Stanley Cupu, kde vystřídal Belfoura při stavu 1:2. Dostal sice následně čtyři góly a Pittsburgh tak vyhrál 6:5 a 4:0 na zápasy, ale přesto svým výkonem zaujal a následně byl vyměněn do Buffala.

### Buffalo Sabres (1992–2001)
Po dvou sezónách u Chicaga skončilo jeho zdejší angažmá. Bylo rozhodnuto, že bude poslán v rámci trojvýměny do Buffala. Zde byl využíván více než v Chicagu, avšak časem přišlo menší zranění. V době kdy byl na marodce Buffalo podepsalo smlouvu s vícenásobným držitelem Stanley Cupu Grantem Fuhrem. Tím byl samozřejmě odsunut do pozice druhého náhradního brankáře. Celkově tedy nastoupil ve 28 zápasech v základní části. V playoff však nastoupí jen v jediném zápase, kdy vystřídal zraněného Fuhra. Za 45 minut hry obdržel jeden gól a dovedl Buffalo k vítězství.
Nová sezóna přinesla týmu spíše smůlu – týmu se nedařilo a jednička v brance, Fuhr, se zranil. Musel tedy nastoupit Dominik a měl jedinečnou možnost, jak se předvést, což se mu také povedlo. Čtyři čistá konta za měsíc mu vyneslo vyhlášení hráčem měsíce, poté, co se Fuhr vrátil z marodky, trenér John Muckler se rozhodl oba brankáře vystřídat. Po skončení základní části měl odehráno 58 zápasů a s průměrem obdržených branek na zápas 1,95. V této době vznikla jeho nová přezdívka – Dominátor. V playoff měl být první zápas odehrán proti New Jersey Devils. Přednost dostal on, Fuhr se musel spokojit s rolí náhradníka. Nakonec však Jersey zvítězí na zápasy 3:4. Na konci sezóny byl odměněn první individuální trofejí v zámoří – Vezina Trophy, která je udělována nejlepšímu brankáři v základní části. Společně s Fuhrem obdrží William M. Jennings Trophy, která je určená pro dvojici brankářů s nejnižším počtem inkasovaných branek.
Podepsal novou smlouvu, která mu vynesla 7 milionů $ za tři roky. Avšak nastávající sezóna přinesla spory mezi majiteli klubů a hráčskou asociací NHLPA. Tímto se pozdržel začátek sezóny, díky čemuž někteří hráči ze starého kontinentu hledali uplatnění doma. Mezi nimi byl i Hašek, který na poslední chvíli nastoupil za HC Pardubice na dvě utkání. Vedení klubu se rozhodovalo, kterému z brankářů dá přednost, nakonec se rozhodli pro Středoevropana. Na konci základní části tým nasbíral 51 bodů a do playoff postupoval ze sedmého místa. První sérii započal s hráči Philadelphia Flyers, která zakončila celou sérii jednoznačně 1:4 na zápasy. Na konci této sezóny podruhé obdržel Vezinu Trophy. V osobním životě Haškovi slavili narození druhého dítěte, dcery Dominiky.
Nová sezóna znamenala pro Buffalo Sabres značné změny, hlavní trenér John Muckler povýšil na generálního manažera a místo sebe našel náhradu v Tedu Nolanovi. Avšak hra týmu se podstatně zhoršila, z 82 zápasů bylo vítězných pouze 33. Tím se na něj snášelo více střel, čímž si mohl vylepšovat statistiky. Obdržených branek měl avšak nejvíce za celou svoji kariéru – 161 branek s průměrem branek na zápas 2,83. Do toho všeho jej trápily zdravotní problémy. Přesto všechno byl poprvé nominován do All-Star Game.
Po „prázdninách“ se situace v Buffalu uklidnila, hra se zlepšila. Na konci základní části s přehledem Sabres zvítězilo Severovýchodní divizi s náskokem osmi bodů nad druhým Pittsburghem. V prvním utkání playoff se Buffalo střetlo s Ottawou Senators, která nakonec podlehla 4:3 na zápasy. Avšak Dominik si v třetím zápase poranil koleno. Buffalský novinář Jim Kelley napsal v Buffalo News o Haškovi: „… Hašek simulant a zrádce…“, po zápase byl totiž viděn odcházet ve společnosti Františka Musila, hráče Ottawy. Poté, co Hašek potkal osobně Kelleyho, zaútočil na něj a odtrhal mu několik knoflíků u košile. Hašek byl za tento výbuch vzteku potrestán distancem na tři zápasy a pokutou 10 000 $. Hašek již v bojích o Stanley Cup nenastoupil, protože mezitím Buffalo podlehlo Philadelphii 1:4. Po tomto ročníku byl Hašek za výsledky v základní části soutěže odměněn již potřetí Vezinou Trophy a nově Hart Memorial Trophy, která se uděluje nejužitečnějšímu hráči ligy a obdobnou Ted Lindsay Award, kterou udělují samotní hráči někomu ze svého středu. V Česku ještě k ocenění přidá Zlatou hokejku.

### Úspěch s reprezentací v Naganu

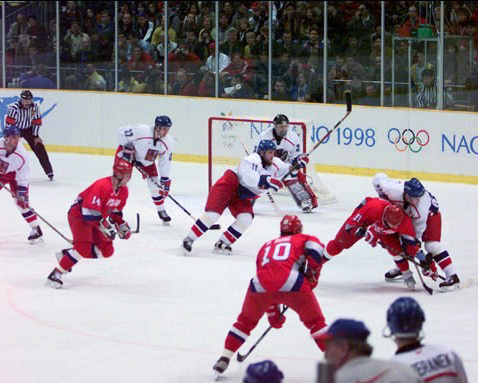
Český hokejový tým při zápase s ruskou reprezentací na olympijských hrách v Naganu

Na nastávající sezónu nastaly v týmu Buffalo Sabres velké změny – generálního manažera Johna Mucklera vystřídá ve funkci Darcy Regier, který se rozhodl, že novopečeného držitele Jack Adams Award Teda Nolana nahradí Lindy Ruff. Z počátku se týmu nedařilo, Hašek inkasoval zbytečné góly, později byl dokonce odsunut do role druhého brankáře, v brance jej zastoupil Steve Shields. Do přelomu roku se mu forma vrátila a opět obsadil post hlavního brankáře týmu. V únoru roku 1998 započal Turnaj století, čímž byl označován olympijský hokejový turnaj konaný v Naganu. Tento ročník byl přelomový, protože mezinárodní olympijský výbor se dohodl s IIHF a NHL, že nejslavnější ligová soutěž bude poprvé v historii přerušena, aby na olympijském turnaji mohli startovat i hráči z NHL.
Stal se jedničkou brankářů českého výběru. Čeští reprezentanti byli nasazeni ve skupině C, kde po střetu s Finskem 3:0, Kazachstánem 8:2 a Ruskem 1:2, nakonec skončili na druhém místě. Ve čtvrtfinálovém zápase se střetli s hokejisty ze Spojených států, které porazili nečekaně 4:1. V tomto zápase se představil se svými nejlepšími výkony turnaje. V následujícím semifinále se střetli s výběrem z Kanady, který po nerozhodných 60 minutách 1:1 a následném bezbrankovém prodloužení musel být rozhodnut nájezdy. Zde obstál s čistým štítem a díky Robertu Reichlovi, který jako jediný proměnil, čeští sportovci slavili vítězství. Finálový zápas nastoupili Češi proti ruským hokejistům, se kterými již na turnaji jednou hráli. Avšak on sám byl opět ve výtečné formě a vychytal druhý zápas bez obdržené branky. Jediný "zlatý" olympijský gól, který v zápase padl, pocházel z hokejky Petra Svobody. Jednalo se o historicky první olympijský titul v ledním hokeji a to v době, kdy se v olympijském turnaji objevili nejlepší světoví hráči.
Po návratu ke svému týmu musí dokončit základní část, kde celkově odehrál 72 zápasů s průměrným gólem obdrženým za zápas 2,09, a v jeho kariéře rekordním počtem 13 shutoutů. V prvním kole playoff Buffalo narazilo na soupeře z Philadelphie, kteří mu podlehli 4:1 na zápasy. V semifinále konference porazí bez velkých problémů Montrealské hokejisty 4:0, díky čemuž postoupilo po osmnácti letech do finálového střetnutí východní konference. Zde však Buffalo naráží. První utkání ještě vyhráli 2:0, avšak poté zkušenější Capitals zaváhali jen jednou a vyhráli sérii 4:2. Po ukončení sezóny byl opět vyznamenán počtvrté Vezina Trophy, jako jediný brankář v historii podruhé Hart Memorial Trophy, a také Ted Lindsay Award. V Česku byl vyhlášen taktéž popáté vítězem ankety Zlatá hokejka, podruhé sportovcem roku a hokejistou století.

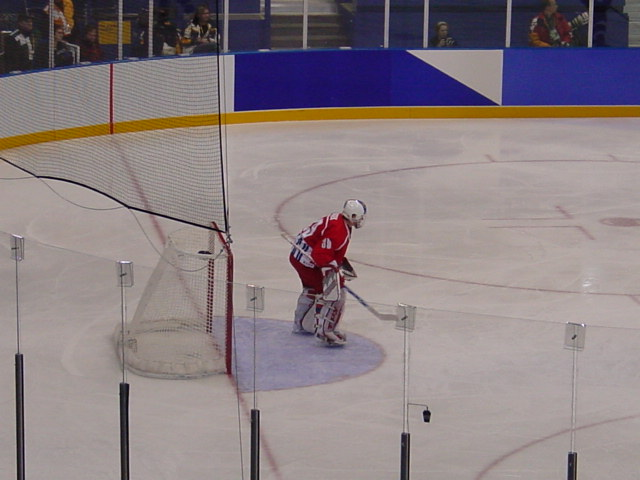
Hašek v brance české reprezentace na olympijských hrách v Salt Lake City

Před začátkem nové sezóny zorganizoval společně s Jaromírem Jágrem tzv. „Utkání snů“, kde se proti českému výběru z Nagana postavily největší světové hokejové hvězdy. Český výběr porazil světový výběr 10:7. Základní část vychází Buffalu podobně jako předchozí rok. S 91 body skončilo na čtvrtém místě v severovýchodní divizi. V play off roznese Buffalo na kopytech Ottawu 4:0 na zápasy. Následně podlehne i Boston 4:2 a Toronto 4:1. Ve finálovém klání Stanley Cupu, kterého se zúčastnil poprvé, Buffalo Sabres nastoupilo proti favorizovanému Dallasu. První zápas vyhráli po prodloužení 3:2, avšak poté následovaly dvě prohry 4:2 a 2:1. Stav série srovnali po posledním vyhraném zápase 2:1. Pak již po zápasech slavil pouze Dallas, s výhrami 2:1 a 4:2 se stal v sezóně 1998/1999 držitelem Stanley Cupu. Po sezóně si Dominik připsal na konto již popáté trofej pro nejlepšího gólmana ligy.
Před sezónou oznámil, že sezóna 1999/2000 by měla být z rodinných důvodů jeho poslední. Avšak na počátku, 30. října, se obnovily jeho problémy s třísly. Kolem Vánoc oznámil, pokud by jeho zranění byla dlouhodobější, od profesionálního hokeje by prozatím neodstoupil. Na led se vrátil v únoru. Na konci sezóny měl odehráno 35 zápasů s průměrem gólu na zápas 2,21. V playoff se Buffalo Sabres střetlo s Philadelphií. Po pěti zápasech podlehli 4:1. Nakonec se tedy rozhodl ještě s hokejem pokračovat.
V základní části sezóny nasbíralo Buffalo v 82 zápasech 98 bodů. Do vyřazovací části vstoupilo Sabres ze šesté příčky. První kolo bylo opět souzeno pro střet s Philadelphií Flyers, kde se začal prosazovat Roman Čechmánek. Tentokrát vyšlo ze střetu vítězněji Buffalo, které Letce porazilo 4:2 na zápasy. V druhém kole se utkalo s Pittsburghem, kde slavil svůj návrat Mario Lemieux. Sérii po šesti zápasech rozhodla výhra 3:2 po prodloužení ve prospěch Tučňáků. A tak jeho cesta za Stanley Cupem opět skončila, tentokrát již ve druhém kole bojů o trofej. Po sezóně byl pošesté oceněn Vezinou Trophy.

### Detroit Red Wings (2001–2002)

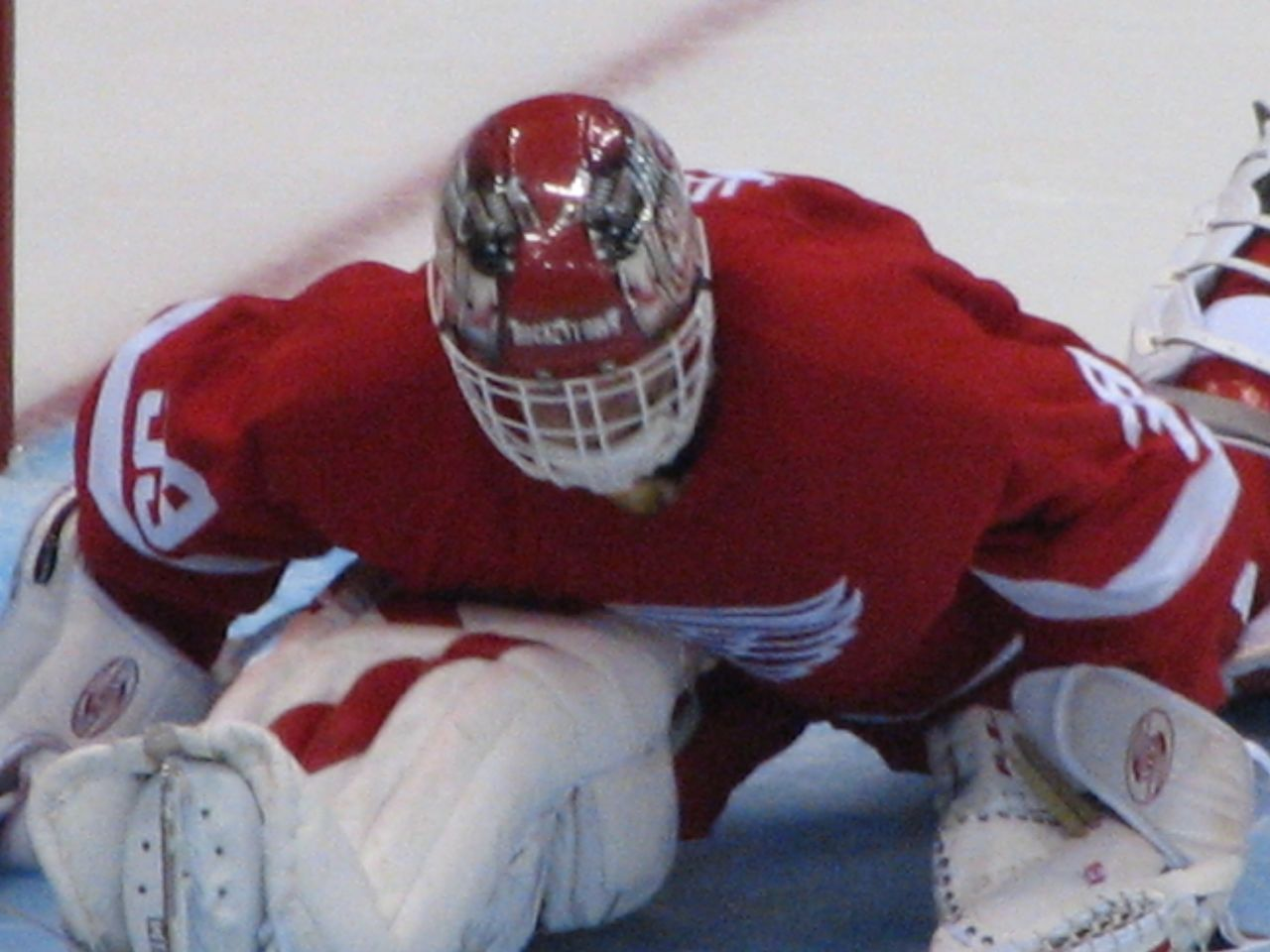
Hašek v dresu Detroitu

Po dohodě se Sabres je Hašek uvolněn jako volný hráč. Pro přestup se rozhodl mezi dvěma týmy – Detroit Red Wings a St. Louis Blues. Nakonec je vybrán Detroit, který na oplátku do Buffala poslal Vjačeslava Kozlova a volbu v prvním kole draftu. Avšak jeho začaly opět trápit zdravotní problémy. Ty po čase naštěstí odezněly. Před jeho příchodem do klubu byl jedničkou v brance Chris Osgood, který po příchodu nové posily odešel do New Yorku, kde podepsal smlouvu s Islanders. Začátek nové sezóny se mu podařil a do olympijské přestávky vychytal třikrát shutout.
Turnaj v Salt Lake City byl teprve druhý, který byl otevřen i pro hráče z NHL. Český výběr byl nasazen do skupiny C, kde se postupně střetl s týmy z Německa (8:2), Švédska (1:2) a Kanady (3:3). Tím Česko postupuje se třemi body ze druhé pozice. Ve čtvrtfinále se střetl s týmem z Ruska. Avšak zde ve druhé třetině po úniku a střele Maxima Afinogenova český tým prohrál 1:0. Do konce utkání již skóre zůstalo nezměněno. A tak česká účast na turnaji skončila.
Do konce základní části NHL odehrál 65 zápasů, z toho 41 vítězných. Průměr obdržených branek 2,17 s celkově pěti shutouty. Detroit se 116 body postoupil do playoff z prvního místa s Presidents' Trophy. Ve čtvrtfinále konference se tým střetl s Vancouver Canucks, který první společný zápas vyhrál. Série nakonec skončila 4:2 pro Rudá křídla. Semifinále se Detroit setkal se St. Louis Blues. Zde si Rudá Křídla dovolila jen jedno zaváhání, kdy prohrála 6:1, ale on sám vychytal dva shutouty a pro Detroit to znamenalo postup do finále konference, kde se střetli Coloradem Avalanche. 
V bráně protivníků se objevil jeho rival Patrick Roy. Konečný výsledek střetnutí byl 4:3 pro Rudá Křídla. Tím si zajistili postup do finále playoff, kde změřili síly s Carolinou Hurricanes. První zápas znamenal více štěstí pro Carolinu, poté, co slavili vítězství 3:2. Následující zápasy byly již v režii Detroitu a 13. června se konečně dočkal. Poté, co Carolina podlehla v závěrečném pátém zápase 3:1, se mu splnil dlouholetý sen.
Následovaly oslavy, po kterých oznámil, i přes neustálé přemlouvání vedením Detroitu, definitivní konec kariéry. Poté se přestěhoval i s rodinou zpět do Česka.

### První konec s ledním hokejem
Sezóna 2001/2002 znamenala pro Haška konec s ledním hokejem. S rodinou se přestěhoval zpět do Česka, kde se začal věnovat hraní in-line hokeje za extraligový tým IHC Bonfire Střída. Dne 18. května 2003 byl však obviněn z napadení soupeře Martina Šíly během in-line hokejového zápasu. Šíla byl následně hospitalizován po dobu tří týdnů. Celý incident byl vyhodnocen jako přestupek a Haškovi byla uložena pokuta ve výši 2 tisíc korun.

## První návrat
Po roce se ale roku 2003 rozhodl vrátit do profesionální hokejové soutěže. Smlouvu s ním podepsal opět Detroit. Návrat to ale nebyl moc úspěšný, protože se vrátily problémy s třísly, které jej vyřadily po 14 odehraných zápasech na celý zbytek sezóny 2003/2004. V dubnu 2004 podstoupil operaci třísel a vrátil se zpět do Pardubic. Jednoroční smlouva vypršela a Hašek se rozhodl pokračovat ve svém angažmá pod novým týmem z Ottawy. Avšak následující sezóna 2004/2005 byla ve znamení stávky.
Při stávce v NHL se Hašek zúčastnil zápasů s výběrem Primus Worldstars, který cestoval Evropou a sehrál zápasy s tamními týmy ze sedmi zemí v deseti zápasech. Turné započalo 7. prosince a trvalo do 23. prosince 2004. Tým Primus Worldstars navštívil Lotyšsko, Rusko, Slovensko, Švýcarsko, Švédsko, Norsko a Polsko.
V další sezóně 2005/2006 odehrál do olympijské přestávky 43 zápasů, z čehož bylo 28 výher s průměrem 2,09 obdržených branek na zápas. Na nastávajícím olympijském turnaji se s ním počítalo, avšak v prvním zápase, kde se česká reprezentace střetla s celkem z Německa došlo k zranění, které pro něj znamenal konec turnaje a dokonce celé sezóny. Ottawa však s Haškem již přestala počítat. Novou smlouvu podepsal opět s Detroitem.

### Druhý Stanley Cup

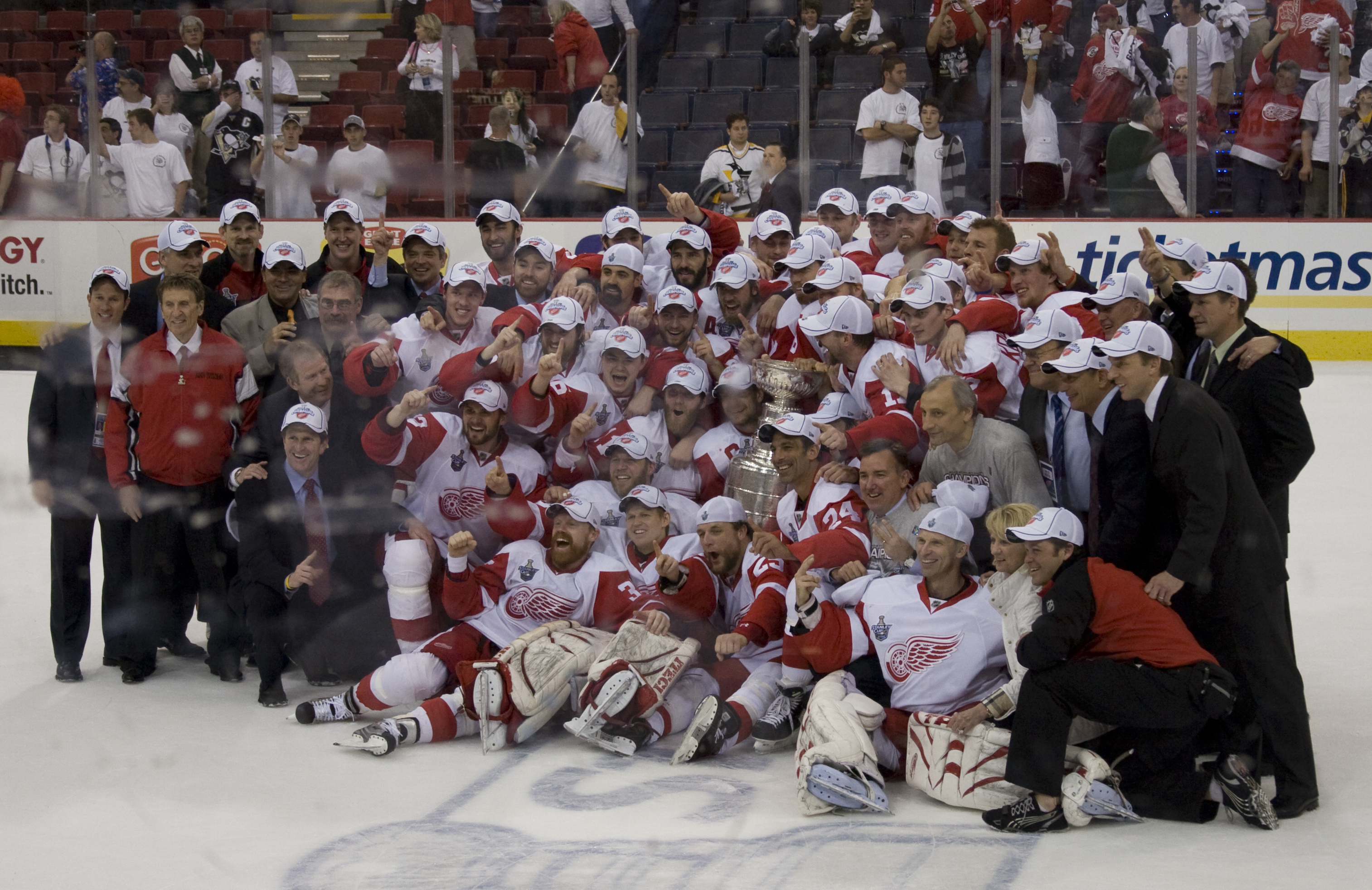
Tým Detroit Red Wings po vyhraném závěrečném zápase s Pittsburghem

V sezóně se opět stal prvním gólmanem týmu. Dvojkou se stal Chris Osgood. Do konce základní části odehrál 56 zápasů s průměrem obdržených branek na zápas 2,05. V playoff odehrál 18 zápasů, avšak cesta za pohárem skončila ve finále západní konference poté, co Detroit podlehl Anaheimu, budoucímu výherci Stanley Cupu.
V nastávající sezóně odehrál 41 zápasů s průměrem obdržených branek na zápas 2,14. Detroit postoupil do playoff se 115 body. 
Avšak v playoff odehrál pouze čtyři zápasy. Jeho posledním zápasem se stalo čtvrté utkání Detroitu proti Nashvillu Predators 16. dubna, při kterém po obdržení třetího gólu opustil branku a zbytek zápasu i playoff odchytal již Chris Osgood. Detroit nakonec ve finále porazil výběr Pittsburgh Penguins a vyhrál Stanley Cup. Po oslavách 9. června oznámil „definitivní“ konec kariéry.,

## Druhý návrat

### V Pardubicích
Dne 21. dubna 2009 na tiskové konferenci oznámil, že od příští sezóny se po roční pauze vrací k profesionálnímu hokeji a bude chytat za svůj mateřský klub HC Eaton Pardubice. Pardubice po 52 zápasech v základní části postoupilo do play-off ze třetího místa. Hašek měl v té chvíli odehraných 36 zápasů s průměrem obdržených branek na zápas 2,24. V play-off odehrál 13 zápasů. Jediným prohraným zápasem, který pardubičtí zaznamenali, byl první zápas v play-off vůbec, který odehráli s HC Oceláři Třinec. Následovaly již jen výhry, které jim vynesly mistrovský titul. Z Haška se tak stal historicky nejstarší český hokejista, který se stal mistrem hokejové extraligy. 7. června 2010 oznámil, že podepsal roční kontrakt v týmu KHL HK Spartak Moskva.

### Kontinentální hokejová liga
V základní části KHL odchytal Hašek 44 zápasů s průměrem obdržených branek na zápas 2,45. Do bojů o Gagarinův pohár Spartak Moskva nastoupil proti SKA Petrohrad, který po čtyřech vyhraných zápasech postoupil. Dominik Hašek odchytal všechny čtyři zápasy s průměrem obdržených branek 4,12.
Po sezóně prohlásil, že by rád pokračoval v KHL, ale pouze v týmu, který má šanci vyhrát Gagarinův pohár. Nabídku tomu odpovídající však nedostal, proto se rozhodl v následující sezóně věnovat jiným sportům.

## Činnost po konci aktivní sportovní kariéry
Po ukončení své kariéry se rozhodl investovat. I když už dříve neúspěšně prodával vlastní značku sportovního oblečení, založil společnost DM Life, prostřednictvím které nabízel energetický drink Smarty. Jeho počínání s nápojem však budilo posměch díky bizarní marketingové propagaci, jejíž byl tváří. V červenci roku 2022 propůjčil značku Smarty společnosti Grabmuller, které také prodal veškeré energetické nápoje na skladě.
Dne 10. května 2022 oznámil, že bude při mimořádných volbách kandidovat na prezidenta Českého svazu ledního hokeje. Ale ve volbě nakonec zvítězil Alois Hadamczik.
V roce 2023 při diskusích ohledně účasti ruských sportovců na olympiádě v Paříži či na jiných sportovních akcích jednoznačně vyjádřil podporu napadené Ukrajině a prohlásil, že Rusové by neměli reprezentovat svoji zemi, ti, kteří by se vymezili vůči Putinovi, by pak mohli vytvořit uprchlický tým. V červenci 2023 prohlásil, že „Každý ruský sportovec je za současné situace reklamou na ruskou válku. Je úplně jedno, jestli s tím vnitřně nesouhlasí, nebo naopak podporuje Putina.“ Vyzval evropské země, aby poskytly politický azyl ruským a běloruským sportovcům, kteří by odsoudili ruskou invazi na Ukrajinu, protože na území Ruska „každý Rus, který odsoudí válku a Putinovo jednání, nejenže bude šikanován, ale pravděpodobně půjde před soud a bude odsouzen.“
Ve válce Izraele s Hamásem podpořil v listopadu 2023 izraelské a polské sportovce, kteří během zápasu uctili minutou ticha památku izraelských obětí.
Je také členem týmu Real TOP Praha, v jehož dresu se zúčastňuje charitativních zápasů a akcí.

### Politická angažovanost
V srpnu 2023 potvrdila TOP 09, že jedná s Haškem o jeho kandidatuře ve volbách do Senátu PČR na podzim 2024 za koalici SPOLU (ODS, TOP 09, KDU-ČSL). V březnu 2024 potvrdil, že chce kandidaturou vstoupit do politiky.
Nakonec ve volbách do Senátu PČR v roce 2024 kandidoval jako nestraník za TOP 09 v obvodu č. 41 – Benešov. Žádal o podporu u středočeské organizace Pirátů, avšak ji nezískal. Jeho kandidaturu naopak podpořili Zelení. Se ziskem 20,28 % hlasů se umístil na třetím místě, a do druhého kola tak nepostoupil.

## Osobní život
Hašek byl ženatý s Alenou, rozenou Dvořákovou, se kterou se znal již od gymnaziálních studií. Z manželství vzešly dvě děti, dcera Dominika a syn Michael. V roce 2012 se však partneři po třiadvacetiletém manželství rozvedli.
Od léta toho roku byl Hašek ve vztahu s Libuší Šmuclerovou, ale prohlašoval, že Šmuclerová za rozpadem jeho manželství není. Během léta 2015 se však rozešli. Následně začal žít s partnerkou Lenkou a v říjnu 2021 se jim narodil syn Jan.

## Statistiky

### Statistiky v základní části
| 1981–1982                          | HC Pardubice                       | ČHL                                | 12          | 3,09        | 92,80       | —           | —           | 34          | —           | —           | 661         |
| 1982–1983                          | HC Pardubice                       | ČHL                                | 42          | 2,67        | 91,50       | —           | —           | 105         | —           | —           | 2358        |
| 1983–1984                          | HC Pardubice                       | ČHL                                | 40          | 2,81        | 90,73       | —           | —           | 108         | —           | —           | 2304        |
| 1984–1985                          | HC Pardubice                       | ČHL                                | 42          | 3,25        | 89,93       | —           | —           | 131         | —           | —           | 2419        |
| 1985–1986                          | HC Pardubice                       | ČHL                                | 45          | 3,08        | 90,21       | —           | —           | 138         | —           | —           | 2689        |
| 1986–1987                          | HC Pardubice                       | ČHL                                | 43          | 2,46        | 91,76       | —           | —           | 103         | —           | —           | 2515        |
| 1987–1988                          | HC Pardubice                       | ČHL                                | 31          | 3,00        | 91,16       | —           | —           | 93          | —           | —           | 1862        |
| 1988–1989                          | HC Pardubice                       | ČHL                                | 42          | 2,73        | 90,89       | —           | —           | 114         | —           | —           | 2507        |
| 1989–1990                          | Dukla Jihlava                      | ČHL                                | 40          | 2,13        | 92,14       | —           | —           | 80          | —           | —           | 2251        |
| 1990–1991                          | Indianapolis Ice                   | IHL                                | 33          | 2,46        | —           | 20          | 11          | 80          | —           | 5           | 1903        |
| 1990–1991                          | Chicago Blackhawks                 | NHL                                | 5           | 2,46        | 91,40       | 3           | 0           | 8           | 93          | 0           | 195         |
| 1990–1991                          | Indianapolis Ice                   | IHL                                | 20          | 3,56        | —           | 7           | 10          | 69          | —           | 1           | 1162        |
| 1991–1992                          | Chicago Blackhawks                 | NHL                                | 20          | 2,60        | 89,35       | 10          | 4           | 44          | 413         | 1           | 1014        |
| 1992–1993                          | Buffalo Sabres                     | NHL                                | 28          | 3,15        | 89,58       | 11          | 10          | 75          | 720         | 0           | 1429        |
| 1993–1994                          | Buffalo Sabres                     | NHL                                | 58          | 1,95        | 92,98       | 30          | 20          | 109         | 1552        | 7           | 3358        |
| 1994–1995                          | Buffalo Sabres                     | NHL                                | 41          | 2,11        | 93,04       | 19          | 14          | 85          | 1221        | 5           | 2416        |
| 1994–1995                          | HC Pardubice                       | ČEx                                | 2           | 2,90        | 91,0        | —           | —           | —           | —           | —           | 124         |
| 1995–1996                          | Buffalo Sabres                     | NHL                                | 59          | 2,83        | 91,99       | 22          | 30          | 161         | 2011        | 2           | 3417        |
| 1996–1997                          | Buffalo Sabres                     | NHL                                | 67          | 2,27        | 92,97       | 37          | 20          | 153         | 2177        | 5           | 4037        |
| 1997–1998                          | Buffalo Sabres                     | NHL                                | 72          | 2,09        | 93,16       | 33          | 23          | 147         | 2149        | 13          | 4220        |
| 1998–1999                          | Buffalo Sabres                     | NHL                                | 64          | 1,87        | 93,66       | 30          | 18          | 119         | 1877        | 9           | 3817        |
| 1999–2000                          | Buffalo Sabres                     | NHL                                | 35          | 2,21        | 91,89       | 15          | 11          | 76          | 937         | 3           | 2066        |
| 2000–2001                          | Buffalo Sabres                     | NHL                                | 67          | 2,11        | 92,06       | 37          | 24          | 137         | 1726        | 11          | 3904        |
| 2001–2002                          | Detroit Red Wings                  | NHL                                | 65          | 2,17        | 91,54       | 41          | 15          | 140         | 1654        | 5           | 3872        |
| 2002–2003                          | nehrál                             | —                                  | roční pauza | roční pauza | roční pauza | roční pauza | roční pauza | roční pauza | roční pauza | roční pauza | roční pauza |
| 2003–2004                          | Detroit Red Wings                  | NHL                                | 14          | 2,20        | 90,7        | 8           | 3           | 30          | 324         | 2           | 816         |
| 2004–2005                          | nehrál                             | —                                  | stávka NHL  | stávka NHL  | stávka NHL  | stávka NHL  | stávka NHL  | stávka NHL  | stávka NHL  | stávka NHL  | stávka NHL  |
| 2005–2006                          | Ottawa Senators                    | NHL                                | 43          | 2,09        | 92,5        | 28          | 10          | 90          | 1202        | 5           | 2583        |
| 2006–2007                          | Detroit Red Wings                  | NHL                                | 56          | 2,05        | 91,3        | 38          | 11          | 114         | 1309        | 8           | 3341        |
| 2007–2008                          | Detroit Red Wings                  | NHL                                | 41          | 2,14        | 90,2        | 27          | 10          | 84          | 855         | 5           | 2350        |
| 2008–2009                          | nehrál                             | —                                  | roční pauza | roční pauza | roční pauza | roční pauza | roční pauza | roční pauza | roční pauza | roční pauza | roční pauza |
| 2009–2010                          | HC Pardubice                       | ČEx                                | 36          | 2,24        | 92,16       | 24          | 12          | 77          | 905         | 3           | 2066        |
| 2010–2011                          | HK Spartak Moskva                  | KHL                                | 44          | 2,45        | 91,5        | 23          | 18          | 106         | 1250        | 7           | 2591        |
| československá extraliga           | československá extraliga           | československá extraliga           | 339         | 2,78        | 91,09       | —           | —           | 912         | —           | —           | 19 690      |
| IHL celkem                         | IHL celkem                         | IHL celkem                         | 53          | 2,92        | —           | 27          | 21          | 149         | —           | 6           | 3065        |
| NHL celkem                         | NHL celkem                         | NHL celkem                         | 735         | 2,20        | 92,2        | 389         | 223         | 1572        | 20 220      | 81          | 42 826      |
| česká extraliga celkem             | česká extraliga celkem             | česká extraliga celkem             | 36          | 2,24        | 92,16       | 24          | 12          | 77          | 905         | 3           | 2066        |
| Kontinentální hokejová liga celkem | Kontinentální hokejová liga celkem | Kontinentální hokejová liga celkem | 44          | 2,45        | 91,5        | 23          | 18          | 106         | 1250        | 7           | 2591        |

### Statistiky v play off
| 1990–1991                   | Chicago Blackhawks          | NHL                         | 3   | 2,60 | 92,31 | 0  | 0  | 3   | 39   | 0  | 69   |
| 1990–1991                   | Indianapolis Ice            | IHL                         | 1   | 3,00 | —     | 1  | 0  | 3   | —    | —  | 60   |
| 1991–1992                   | Chicago Blackhawks          | NHL                         | 3   | 3,03 | 88,57 | 0  | 2  | 8   | 70   | 0  | 158  |
| 1992–1993                   | Buffalo Sabres              | NHL                         | 1   | 1,33 | 95,83 | 1  | 0  | 1   | 24   | 0  | 45   |
| 1993–1994                   | Buffalo Sabres              | NHL                         | 7   | 1,61 | 95,02 | 3  | 4  | 13  | 261  | 2  | 384  |
| 1994–1995                   | Buffalo Sabres              | NHL                         | 5   | 3,49 | 86,26 | 1  | 4  | 18  | 131  | 0  | 309  |
| 1996–1997                   | Buffalo Sabres              | NHL                         | 3   | 1,96 | 92,65 | 1  | 1  | 5   | 68   | 0  | 153  |
| 1997–1998                   | Buffalo Sabres              | NHL                         | 15  | 2,02 | 93,77 | 10 | 5  | 32  | 514  | 1  | 948  |
| 1998–1999                   | Buffalo Sabres              | NHL                         | 19  | 1,77 | 93,87 | 13 | 6  | 36  | 587  | 2  | 1217 |
| 1999–2000                   | Buffalo Sabres              | NHL                         | 5   | 2,39 | 91,84 | 1  | 4  | 12  | 147  | 0  | 301  |
| 2000–2001                   | Buffalo Sabres              | NHL                         | 13  | 2,08 | 91,64 | 7  | 6  | 29  | 347  | 1  | 833  |
| 2001–2002                   | Detroit Red Wings           | NHL                         | 23  | 1,85 | 91,99 | 16 | 7  | 45  | 562  | 6  | 1455 |
| 2006–2007                   | Detroit Red Wings           | NHL                         | 18  | 1,79 | 92,3  | 10 | 8  | 34  | 444  | 2  | 1139 |
| 2007–2008                   | Detroit Red Wings           | NHL                         | 4   | 2,91 | 88,8  | 2  | 2  | 10  | 89   | 0  | 202  |
| 2009–2010                   | HC Pardubice                | ČEx                         | 13  | 1,68 | 93,7  | 12 | 1  | 22  | 326  | 3  | 785  |
| 2010–2011                   | HK Spartak Moskva           | KHL                         | 4   | 4,12 | 86,4  | 0  | 4  | 14  | 89   | 0  | 204  |
| NHL celkem                  | NHL celkem                  | NHL celkem                  | 119 | 2,02 | 92,5  | 65 | 49 | 246 | 3283 | 14 | 7316 |
| česká extraliga celkem      | česká extraliga celkem      | česká extraliga celkem      | 13  | 1,68 | 93,7  | 12 | 1  | 22  | 326  | 3  | 785  |
| Kontinentální hokejová liga | Kontinentální hokejová liga | Kontinentální hokejová liga | 4   | 4,12 | 86,4  | 0  | 4  | 14  | 89   | 0  | 204  |

### Statistiky v reprezentaci
| 1983                     | Československo           | MS                       | 2  | 2,50 | —    | 1  | 1  | 5   | —   | 1 | 120  |
| 1984                     | Československo           | KP                       | 4  | 4,00 | —    | 0  | 3  | 12  | —   | 0 | 188  |
| 1984                     | Československo           | MSJ                      | 7  | 1,89 | —    | 4  | 0  | 10  | —   | 0 | 380  |
| 1986                     | Československo           | MS                       | 9  | 2,12 | —    | 5  | 3  | 19  | —   | 0 | 538  |
| 1987                     | Československo           | MS                       | 9  | 2,19 | —    | 5  | 2  | 19  | —   | 1 | 520  |
| 1987                     | Československo           | KP                       | 6  | 3,33 | —    | 2  | 3  | 20  | —   | 0 | 360  |
| 1988                     | Československo           | OH                       | 5  | 4,98 | —    | 3  | 2  | 18  | —   | 0 | 217  |
| 1989                     | Československo           | MS                       | 10 | 2,10 | —    | 4  | 4  | 21  | —   | 2 | 600  |
| 1990                     | Československo           | MS                       | 8  | 2,50 | —    | 5  | 3  | 20  | —   | 1 | 480  |
| 1991                     | Československo           | KP                       | 5  | 3,60 | —    | 1  | 4  | 18  | —   | 0 | 300  |
| 1998                     | Česko                    | OH                       | 6  | 0,97 | 96,1 | 5  | 1  | 6   | 155 | 2 | 369  |
| 2002                     | Česko                    | OH                       | 4  | 2,01 | 92,4 | 1  | 2  | 8   | 105 | 0 | 239  |
| 2006                     | Česko                    | OH                       | 1  | 0,00 | 100  | 0  | 0  | 0   | 1   | 0 | 9    |
| Mistrovství světa celkem | Mistrovství světa celkem | Mistrovství světa celkem | 69 | 2,40 | —    | 32 | 28 | 166 | —   | 7 | 3940 |
| Olympijské hry celkem    | Olympijské hry celkem    | Olympijské hry celkem    | 16 | 2,00 | 94,6 | 9  | 5  | 14  | 261 | 2 | 834  |